# إيفان سيتشينوف
إيفان ميخايلوفيتش سيتشينوف (بالروسية: Ива́н Миха́йлович Се́ченов) عالم فيزيولوجيا ومفكر مادي روسي بارز، سماه بافلوف أبا الفيزيولوجيا الروسية. عضو فخري في أكاديمية العلوم الإمبراطورية الروسية 1904 . مؤلف الكتاب الكلاسيكي «منعكسات الدماغ». أدخل الفيزيولوجيا العصبية في مجال التجارب وفي تدريس الطب. مكتشف قانون ذوبانية الغازات في محاليل الكهارل. مؤسس فيزيولوجيا العمل وفيزيولوجيا العمر والفيزيولوجيا المقارنة والفيزيولوجيا التطورية ونظرية السلوك الموضوعية (المقاربة الموضوعية لدراسة علم النفس). أثرت أعماله على دراسة العلوم الطبيعية وعلى نظرية المعرفة.
يعتبر إيفان سيتشينوف مؤسس الفيزيولوجيا الكهربية والفزيولوجيا العصبية.

## روابط خارجية
- إيفان سيتشينوف على موقع الموسوعة البريطانية (الإنجليزية)